# Jochen Müller (Fußballspieler, 1925)

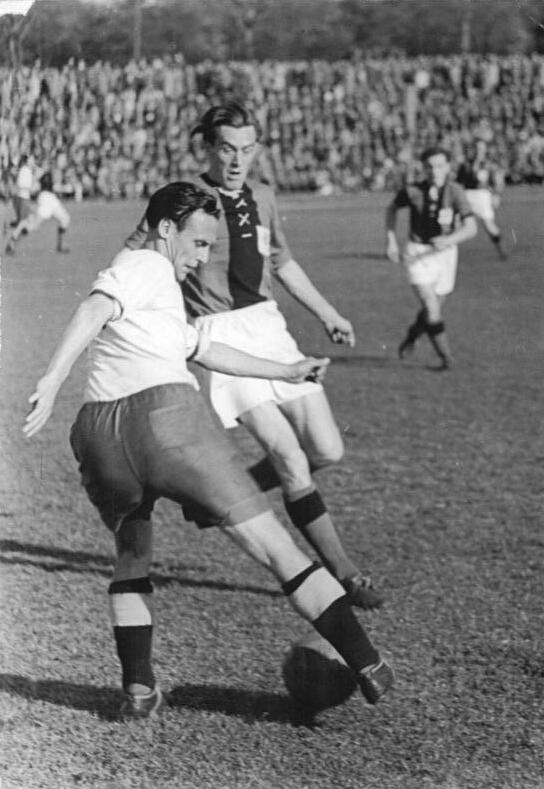
Jochen Müller (Mitte) 1953

Jochen Müller (* 23. Oktober 1925 in Erfurt; † 11. Februar 1985 ebenda) war ein deutscher Fußballspieler.
Jochen Müller spielte ab 1936 beim SC Erfurt und spielte im Alter von 17 Jahren erstmals in der ersten Mannschaft in der Gauliga. Nach Kriegsende spielte er für die verschiedenen Nachfolgevereine des SC Erfurt (Erfurt-West, Fortuna, KWU und Turbine). In den Jahren 1954 und 1955 wurde der meistens als Mittel- oder Außenläufer eingesetzte Müller mit Turbine Erfurt DDR-Meister. Insgesamt bestritt Jochen Müller zwischen 1949 und 1958 277 Spiele in der DDR-Oberliga und erzielte dabei 20 Tore.
Zudem spielte er zwischen 1953 und 1954 dreimal in der Fußballnationalmannschaft der DDR. Sein Debüt gab er am 14. Juni 1953 beim 0:0 gegen Bulgarien in Dresden, sein letztes Länderspiel bestritt er am 24. Oktober 1954 in Sofia beim 1:3 ebenfalls gegen Bulgarien.

## Auszeichnungen
Ende Januar 1954 nahm Müller in Leipzig vom Stellvertreter des Ministerpräsidenten der DDR, Walter Ulbricht, die staatliche Auszeichnung Meister des Sports entgegen und war somit einer von neun Fußballspielern, die an jenem Tag diese Ehrung erhielten.